# Brahmina nomurai
Brahmina nomurai är en skalbaggsart som beskrevs av Takashi Itoh 1989. Brahmina nomurai ingår i släktet Brahmina och familjen Melolonthidae. Inga underarter finns listade.